# Sulcus temporalis superior

Sulcus temporalis superior und Gyrus temporalis superior

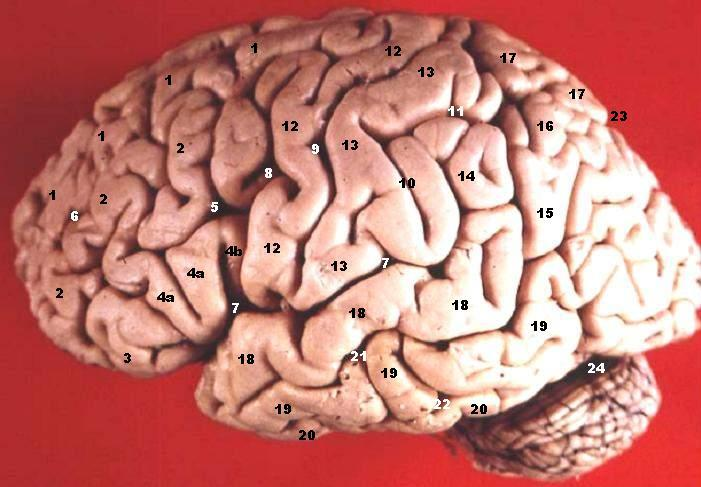
21 = Sulcus temporalis superior

Der Sulcus temporalis superior, auch STS genannt, ist die oberste der drei Furchen des Temporallappens. Er trennt den Gyrus temporalis superior vom Gyrus temporalis medius. Am posterioren Teil wird er vom Gyrus angularis umschlossen.